# 21121 Andoshoeki
21121 Andoshoeki este o planetă minoră (asteroid) din centura de asteroizi. A fost descoperită pe 16 noiembrie 1992 la Kitami Observatory⁠(d) de Kin Endate și a fost numită după Andō Shōeki⁠(d). 
Obiectul prezintă o orbită caracterizată de o semiaxă mare de 2,4183184 UAi, o excentricitate de 0,16, o înclinație de 5,59303 ° în raport cu ecliptica.